# Antonia Zárate

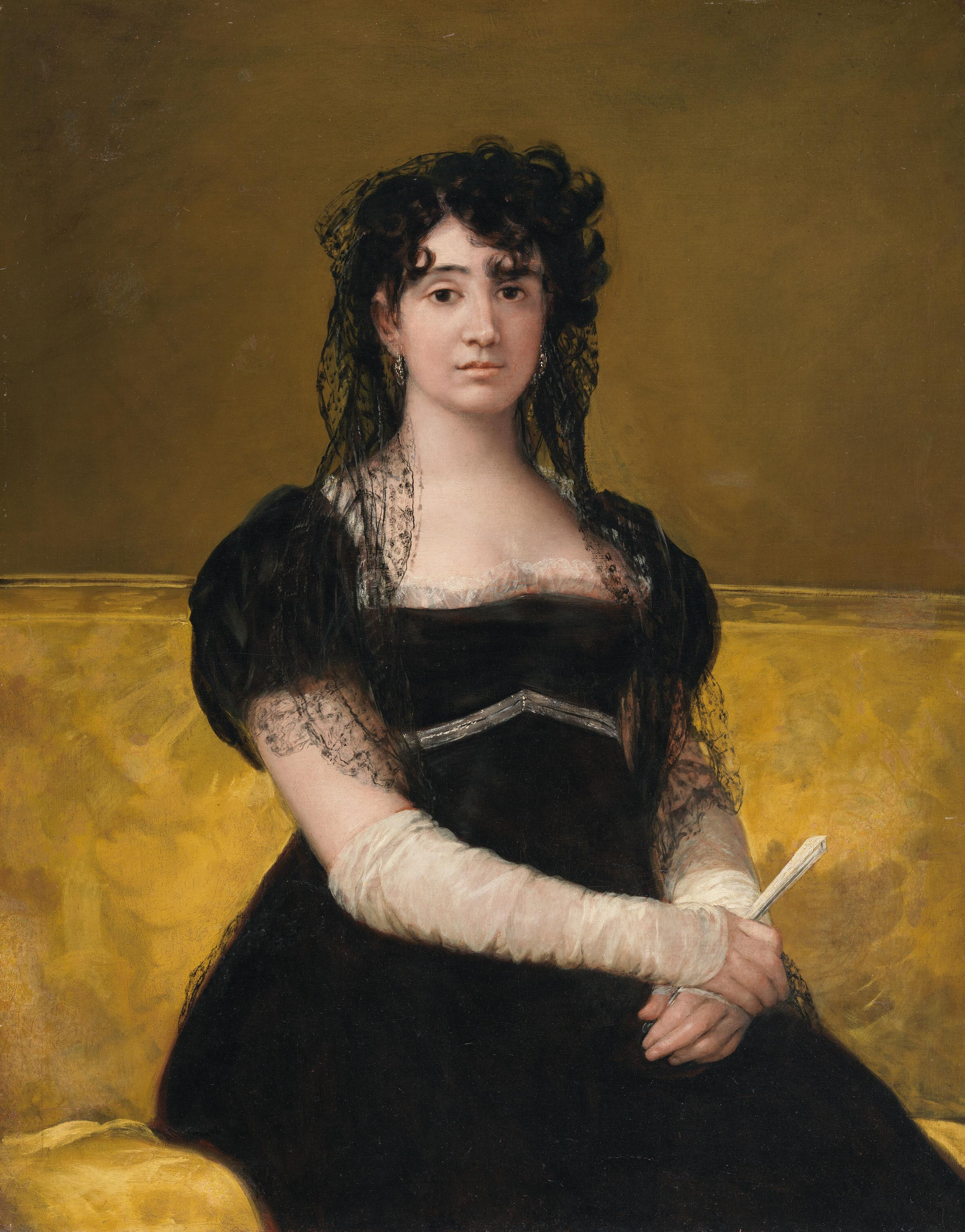
Antonia Zárate pintada por Goya (hacia 1810).

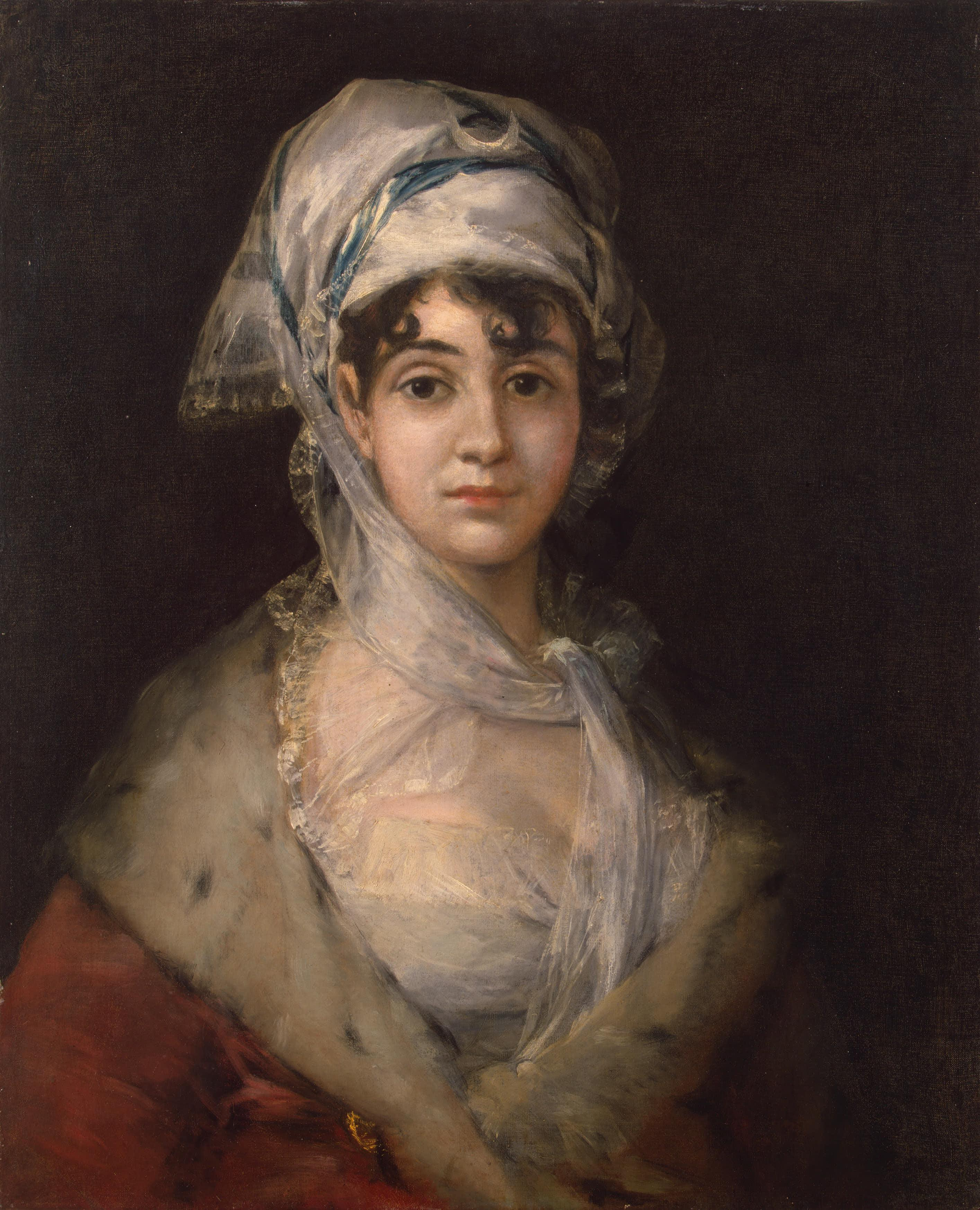
Busto de Antonia, supuesta versión del propio Goya a partir del retrato anterior y por encargo del hijo de la actriz, tras la muerte de ella en 1811.

Antonia Zárate, nacida Antonia Zárate Aguirre Murguía, (Barcelona, 1775 — Madrid, 4 de marzo de 1811) fue una actriz española de los siglos XVIII y XIX. Madre del dramaturgo Antonio Gil y Zárate, se conservan dos retratos suyos pintados por Goya.

## Biografía
Antonia de Aguirre y Murguía nació en Barcelona en 1775, aunque sus apellidos delatan su ascendencia vasca.  Hija del actor Pedro de Zárate Valdés, autor de una compañía que actuaba "en tierras de Aragón" en el tiempo en que ella nació. Casada con Bernardo Gil y Aguado, también cantante y actor cómico, juntos actuaron principalmente en Madrid, donde en 1796 nacería su hijo el escritor y pedagogo Antonio Gil y Zárate. Murió de tuberculosis. Del dato de que otorgara poder para testar a favor de Manuel García de la Prada, también único heredero testamentario, puede deducirse que se había separado de su marido.

### Vida profesional
Aparece trabajando en Cádiz a finales del siglo XVIII. Cotarelo sigue buena parte de su trayectoria en los teatros madrileños. La menciona recién llegada a Madrid de la mencionada capital andaluza en 1797, trabajando con Rita Luna e Isidoro Máiquez en la compañía de Luis Navarro, contratada en el Coliseo de la Cruz. Un año después vuelve a mencionarla Cotarelo, cantando con Manuela Correa y la misma compañía, pero en el Coliseo del Príncipe. En la temporada 1801-1802 sigue en el Príncipe en papeles de "matrona de carácter serio", y un año después aparece también en las funciones del Teatro de los Caños del Peral, formando parte de la compañía de ópera y verso que comandan Máiquez y Antonia Prado, entre otros grandes actores del momento.

## Sus dos retratos de Goya
Francisco de Goya pintó al menos en dos ocasiones a Antonia Zárate, retratos que se conservan en el Museo del Hermitage de San Petersburgo y en la Galería Nacional de Irlanda en Dublín.

### En la Galería Nacional de Irlanda
Antonia aparece sentada en un sofá tapizado en estampados dorados, el mismo que aparece en otras obras de Goya, como el retrato del empresario textil Tomás Pérez de Estala, de lo que se deduce que formaba parte del mobiliario del estudio del pintor en esos primeros años del siglo XIX. Viste traje estilo Consulado -o Imperio- en la línea del "traje forro", confeccionado en terciopelo negro y con apenas una cinta de hilo de plata en ángulo rematando el pecho ceñido, y escotado con una puntilla, como detalles decorativos. Completa el conjunto la mantilla negra de encaje, siguiendo la moda castiza, y manguillas y abanico blancos. Los rizos oscuros del cabello caen sobre la frente en forma de dos mechones (peinado que se repetirá en el otro retrato).
El cuadro -junto al otro pintado por Goya- se menciona en el inventario de la casa de su hijo Antonio Gil de Zárate. Obtenido por el museo irlandés en 1987 como parte del legado Beit, y fechado hacia 1810 y 1811 -aunque los especialistas continúan sin ponerse de acuerdo- parece un poco anterior al busto que se conserva en el Hermitage.

### En el Hermitage
Calvo Serraller anota que este retrato, donado al museo ruso por Armand Hammer en 1972, "pudo ser encargado por Antonio Gil de Zárate, hijo de la retratada, a la muerte de ésta en 1811, tomando como modelo el otro retrato que Goya le había hecho supuestamente con anterioridad". Tesis que refuerza el hecho de que en ambos retratos Antonia mira al espectador con una cierta mirada casi perdida y de melancolía.
Esta vez Antonia aparece tan solo de medio cuerpo, vestida con un sobretodo apenas cerrado por un botón dorado, sugiriendo un hermoso pecho entre las transparencias del vestido que apenas se adivina debajo. Lo más original de la indumentaria es sin duda el tocado que cubre su cabeza, conformado por una pañoleta blanca a modo de turbante, del que cae un velo que acaba anudado a la altura del cuello. 
En el aspecto técnico pictórico, Gudiol, explica que "el fondo de tinta plana no muestra degradados ni efectos lumínicos o espaciales y sirve, por su matiz, de factor de contraste para dar intensidad a la forma y así sugerir el espacio real".